# Shangzhi (köping)
Shangzhi (kinesiska: 尚志, 尚志镇) är en köping i Kina. Den ligger i provinsen Heilongjiang, i den nordöstra delen av landet, omkring 120 kilometer sydost om provinshuvudstaden Harbin. Antalet invånare är 131006. Befolkningen består av 63 993 kvinnor och 67 013 män. Barn under 15 år utgör 12,0 %, vuxna 15-64 år 80 %, och äldre över 65 år 6,0 %.
Genomsnittlig årsnederbörd är 907 millimeter. Den regnigaste månaden är juli, med i genomsnitt 189 mm nederbörd, och den torraste är januari, med 9 mm nederbörd.